# Santa Maria dei Sette dolori

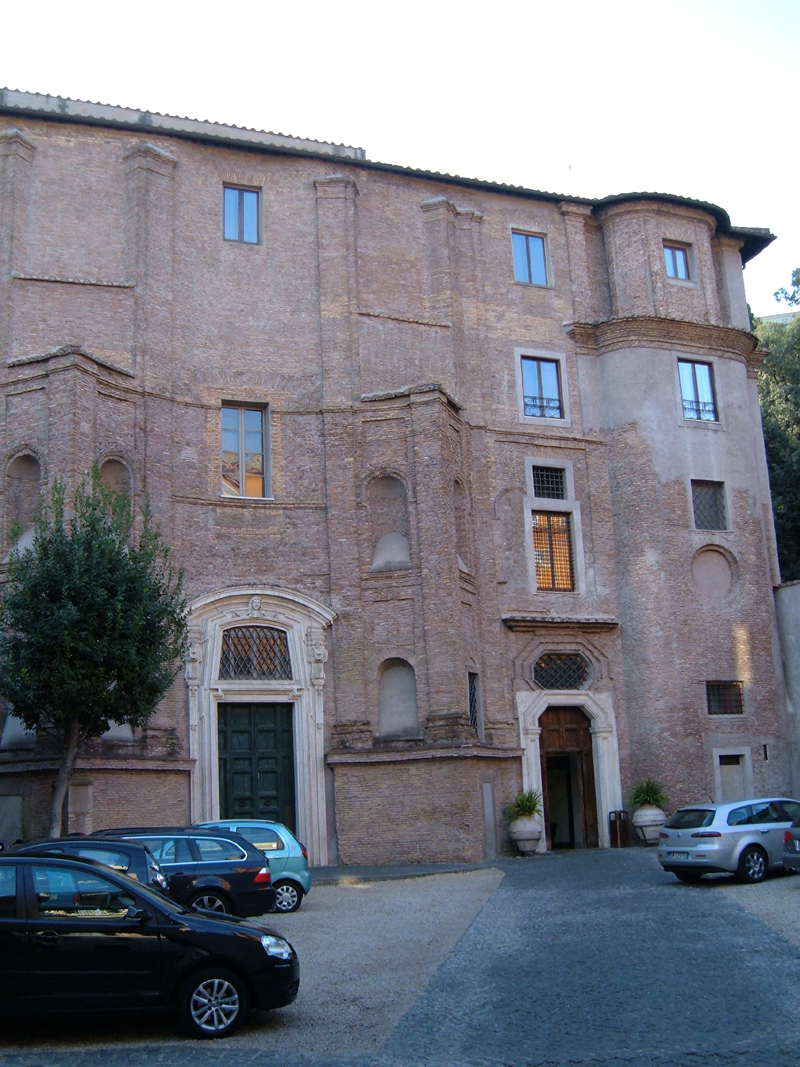
Die mittleren Achsen und der rechte Teil der unvollendeten Fassade, das rechte „Türmchen“ stammt wohl nicht aus Borrominis Plänen

Santa Maria dei Sette dolori (Von den sieben Schmerzen der seligsten Jungfrau) ist eine Klosterkirche in Rom, die im Wesentlichen im 17. Jahrhundert entstand. Bekannt ist sie einesteils für die ungewöhnliche und nicht vollendete Fassade sowie für die wohl auf antike Vorbilder zurückgehenden Architekturteile im Inneren.

## Lage
Die Kirche liegt im XIII. römischen Rione Trastevere, etwa 100 Meter nördlich der Kirche San Pietro in Montorio mit dem berühmten Tempietto di Bramante.

## Baugeschichte

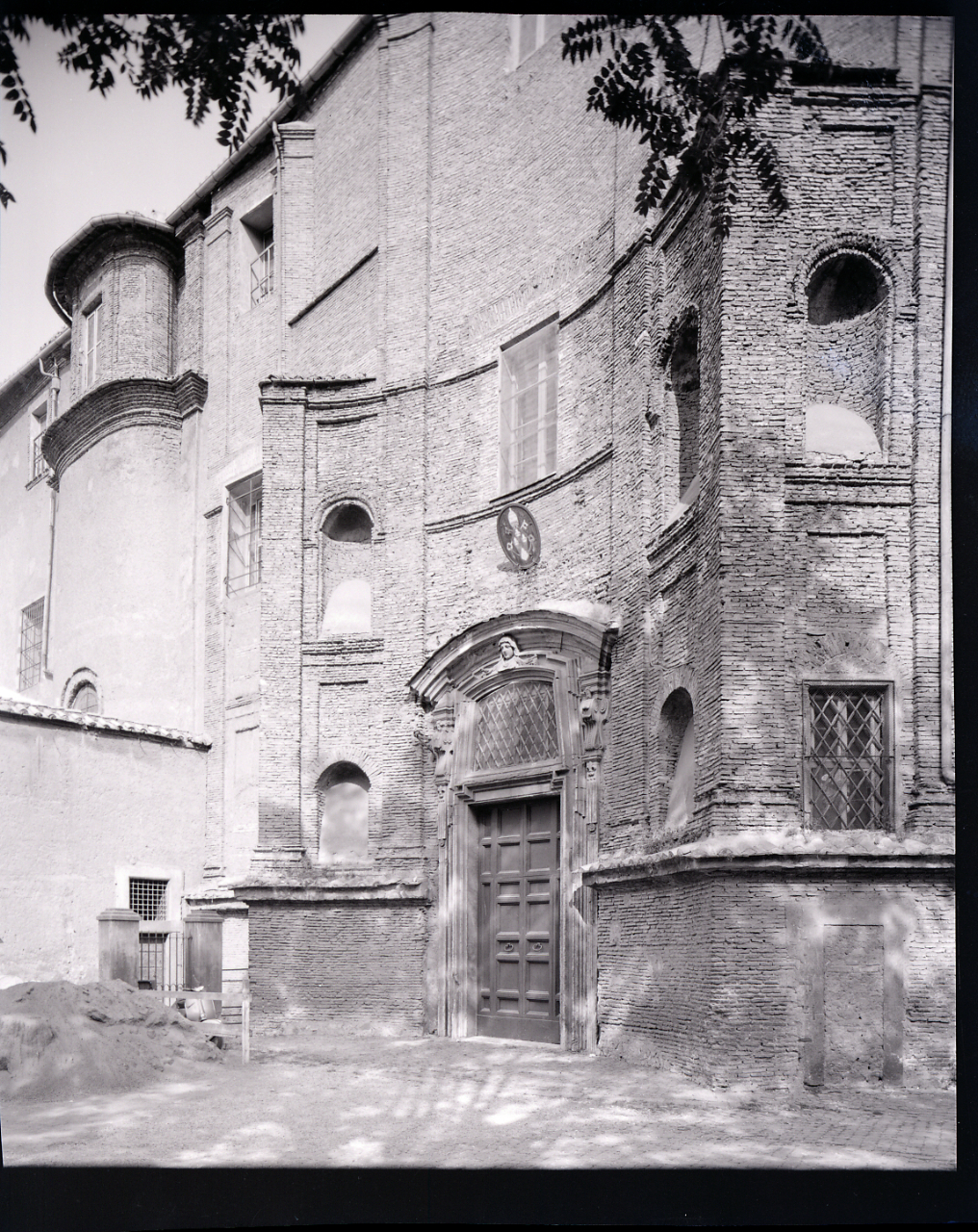
An dieser Stelle (Atrium-Kapelle) ist die Formensprache Borrominis noch original erhalten.

Da die Ehe Herzog Pietros von Latera mit Camilla Virginia Savelli Farnese kinderlos blieb, beschloss die Herzogin, ihr Leben wohltätigen Werken zu widmen. So gründete sie im Jahr 1641 den Orden der Augustiner-Oblatinnen von den sieben Schmerzen der seligsten Jungfrau, um dort kranke adelige Mädchen zu pflegen, die wegen ihres schwachen Gesundheitszustands nirgendwo aufgenommen wurden. Der Orden wurde von Papst Alexander VII. 1663 bestätigt. Um 1642 erwarb die Herzogin Land für den Bau unterhalb des Gianicolo und gab auch gleich den Auftrag zum Bau von Kirche und Kloster. Damit betraute sie den Architekten Francesco Borromini, der auch bald die Pläne lieferte (zwei Zeichnungen sind unter den Inventarnummern 645 und 642 in der Albertina erhalten). Bis 1646 waren die Fassade und die Kirche mit ihren Kapellen vollendet. 1648–1649 wurden die Stuckarbeiten im Inneren der Kirche unter der Leitung Borrominis fertiggestellt.
Von 1658 bis 1665 musste ohne ihn weitergearbeitet werden, da sich Borromini in seiner unglücklichsten Lebensphase befand. Seine Selbstzweifel und der Gram, dass ihm Bernini immer vorgezogen wurde, eskalierten. Das führte so weit, dass er 1667 Selbstmord beging. Am Bau von Kirche und Kloster wurden in Folge  einige unharmonische, nicht zum Entwurf passende Änderungen vorgenommen. Neue Tore wurden gesetzt, an die Vorhalle eine Kapelle und an das angrenzende Klostergebäude ein Flügel angefügt, sowie die natürliche Beleuchtung der Kapelle durch die von Borromini geplanten Fenster verändert. Nur das System Atrium-Kapelle spricht noch seine Sprache. Wie seine Fassung von Santa Maria dei Sette Dolori ausgesehen hat, war am Modell der Kirche ablesbar, das sich gemeinsam mit anderen Objekten in seiner Wohnung befand und nach seinem Tod in den Nachlass kam.
Die Kirche wurde am 16. November 1670 geweiht. Die erste größere Restaurierung fand in der Mitte des 18. Jahrhunderts statt. Es folgten weitere 1845, 1928 bis 1929 sowie 1949 und 1958 bis 1960. Bei der Restaurierung des Jahres 1845 wurde die Kirche im Inneren neu ausgemalt. Dabei ging die für Borromini an sich typische, klare weiße Monochromie des Innenraumes verloren.

## Fassade

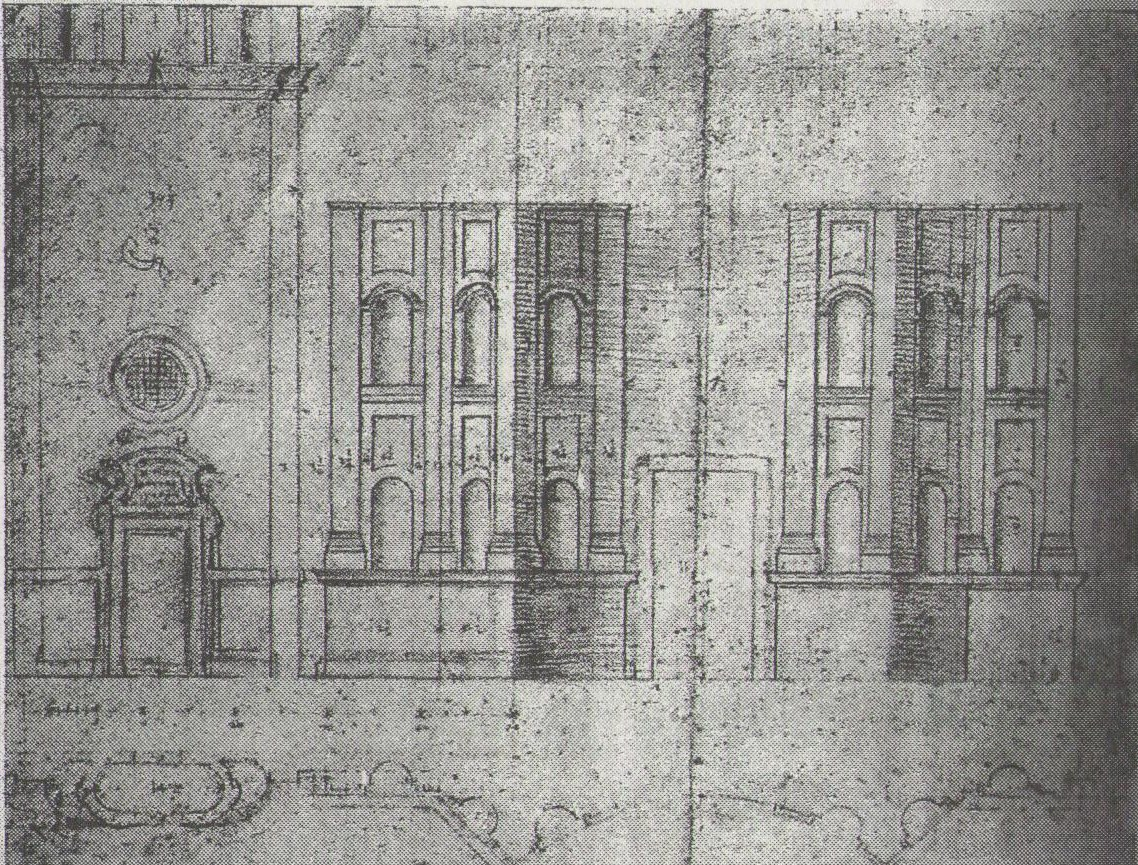
Borrominis Fassaden-Entwurf für den linken und mittleren Teil des unteren Geschosses (in der Albertina in Wien, Inventarnummer 645)

Es existiert eine Entwurfszeichnung für die Fassade, allerdings nur für den unteren Teil, so dass man nicht erahnen kann, wie Borromini den oberen Teil geplant hatte. Ob das Mauerwerk wirklich verputzt werden sollte, worauf in mancher Literatur hingewiesen wird
, kann nur vermutet werden. Denn eine der beeindruckendsten Fassaden Borrominis, die des Oratoriums des Hl Philipp Neri, wurde aus dicht aneinander gereihten Ziegeln gebildet und nicht mit Putz überzogen.
Die Fassade aus Ziegelmauerwerk ist in sieben Achsen gegliedert und zweigeschossig. An den beiden äußeren Achsen befinden sich zwei konvexe turmartige Vorsprünge. Ob der an der rechten Seite von Borromini geplant war, ist allerdings nicht bekannt. Durch das Portal gelangt man weder in die Kirche noch in das Vestibül, sondern in das Klausurgebäude des Klosters.
Die beiden äußeren der mittleren drei Achsen haben im Untergeschoss hohe Sockel und sind konkav in die Wand gestellt. Sie werden von einfachen Pilastern abgegrenzt, die Flächen sind durch Nischen strukturiert. Die Fassade ist stark vertikal akzentuiert, die Gesimse gliedern sie in der Horizontale nur zart und unbetont. Der mittlere Teil der Fassade enthält das Portal, ein von einem Segmentbogen überfangenes Fenster mit der Tor darunter. Diese Gestaltung geht laut Paolo Portoghesi auf Borromini zurück. Er hat das Portal allerdings nicht ausgeführt, sondern erst  Giovanni Battista Contini (1665), der Sohn Francesco Continis. Auf der erhaltenen Skizze ist die Lösung allerdings nur angedeutet.
Der obere Teil der Fassade blieb ohne jegliche Gestaltung, nur die beiden äußeren Eckpilaster, die durch die konkave Gestaltung des Untergeschosses um 90 Grad verdreht sind, wurden weitergeführt. Borromini plante ursprünglich nur zwei Fenster, das der Mittelachse und des linken Turmes. Die anderen Fenster wurden später eingefügt, was der Gestaltung der Fassade zuwiderläuft: wie schon beim Oratorium des Hl Philipp Neri sollte der Bau gemäß der Strenge des Ordens eine schlichte Fassade erhalten. Walter Buchowiecki bemerkt dazu: „Dieses Element einer konvexen Form (Anm.: gemeint ist der linke „Turm“) vor konkavem Hintergrund nimmt Pietro da Cortonas Lösung in Santa Maria dell Pace ... sowie Berninis in Sant’Andrea al Quirinale ... um mehr als ein Jahrzehnt voraus“.

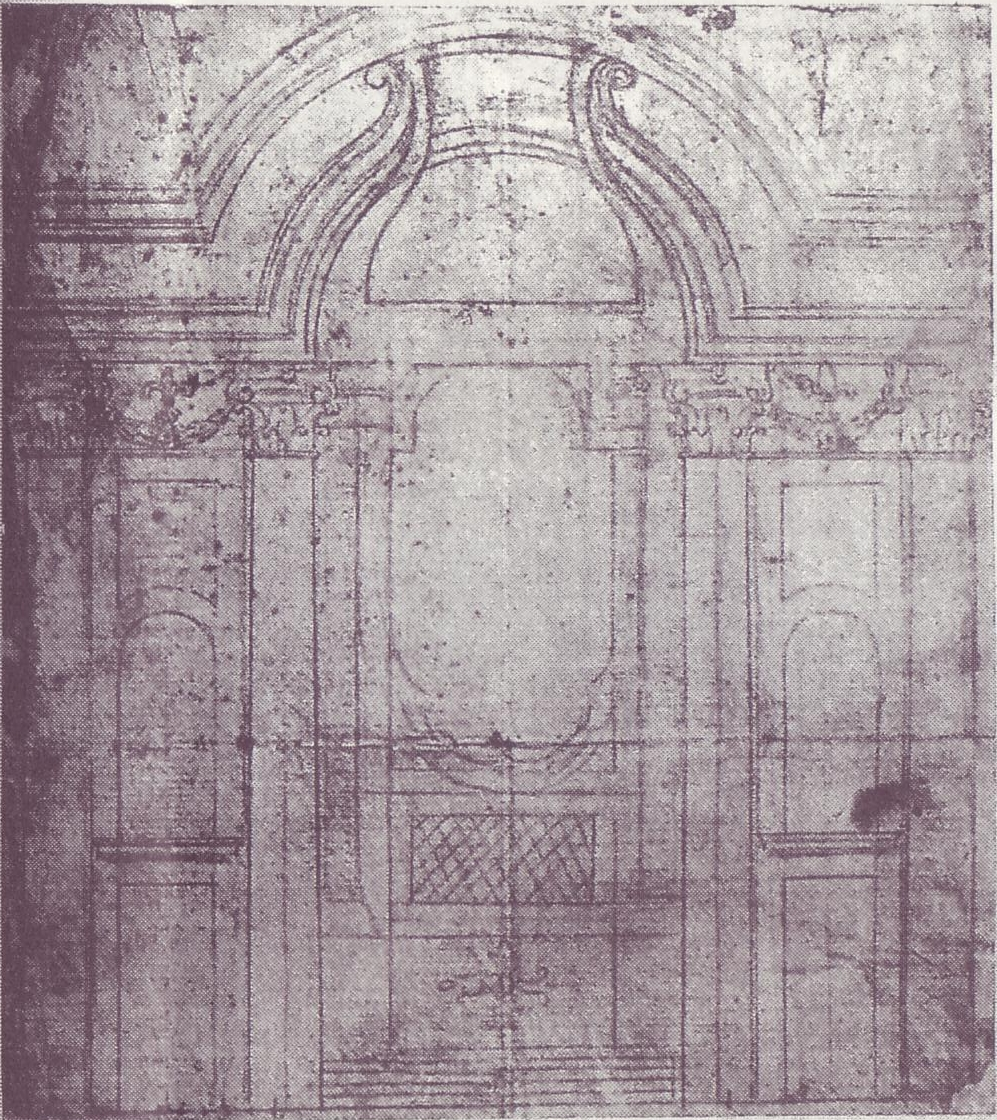
Borrominis Detailstudie für die Eingangs- bzw. Chorwand, Wien, Albertina, Inventarnummer 642

## Inneres
Der eigentliche Kirchenraum liegt, es gibt in Rom zwei weitere Beispiele dafür – das Oratorium des hl. Philipp Neri und Re Magi, die Kapelle des Palazzo di Propaganda Fide – parallel zur Fassade. Daher führt das Portal der Mittelachse zunächst in das Vestibül. Die Grundform dieses Raumes ist ein Achteck, vier Seiten sind jeweils Ausgänge zur Kirche beziehungsweise anderen Räumen, die übrigen vier Seiten sind als Halbkreisnischen ausgeführt. Borromini nahm sich offensichtlich den Mittelsaal der sogenannten Kleinen Thermen der Villa Adriana für diese Gestaltung zum Vorbild. Er war wohl mit den Kartierungen von Francesco Conti ab 1634 über diese Anlage vertraut. Das Vestibül enthält ein Deckenfresko, es stellt Engel mit Spruchbändern dar, in die Seiten sind Schränke aus Nussholz eingestellt.
Der Kirchenraum ist einschiffig und über einem langgezogenen Rechteck konstruiert, die Ecken sind, typisch für Borromini, halbgerundet. Der Raum wird von einem flachen Tonnengewölbe gedeckt und enthält an den Seiten jeweils eine Seitenkapelle sowie die Chorkapelle. Gegliedert wird der Raum von Dreiviertelsäulen mit Kompositkapitellen. Bemerkenswert ist das Gebälk. Borromini lässt es nicht durch die Seitenkapellen oder die Ausgänge unterbrechen, sondern klappt es an den entsprechenden Stellen nach Art eines „syrischen Bogens“ nach oben um und lässt es durchlaufen. Auch hierfür kann es antike Vorbilder gegeben haben, genannt werden der Canopus der Hadriansvilla, aber auch der Hadrianstempel von Ephesos oder das Triklinium des Diokletianspalastes in Split. Die Wirkung des Gebälks ist die einer Klammer des Raumes und wird als Vorbild für die Gestaltung von San Carlo alle Quattro Fontane gesehen.
Die ursprüngliche reinweiße und weiß stuckierte Gestaltung des Raumes ist durch die Ausmalungen und Marmorierung des Gebälks sowie die Verkleidung der Säulen mit einer Art Marmorersatz im 19. Jahrhundert auf „fatale Weise“ völlig verlorengegangen. Auch die ursprüngliche Lichtgebung ist durch die zusätzlichen Fenster sehr verändert.
Der linke Altar enthält das Bild Der hl. Augustinus mit einem Kind am Strand, es wurde von Carlo Maratta um 1655 geschaffen, genannt wird ein Zeitraum zwischen 1652 und 1657. Es ist insoweit einzigartig, als es die einzige bislang bekannte Darstellung des Heiligen ist, bei der er nicht im Ornat eines Bischofs, sondern in schlichter Mönchskleidung dargestellt ist.
Der Hochaltar enthält die Reliquien des hl. Cäsarius, eines möglicherweise aus Terracina stammenden Christen. Er soll unter Kaiser Nero sein Martyrium erlitten haben.
Auf der linken Seite der Kirche befindet sich noch das Grabdenkmal für die Stifterin und ihren Mann, ein Sarkophag aus rotem Stuckmarmor, der Porphyr imitieren soll. Er enthält ein Porträt der Herzogin.

## Öffnungszeiten
Die Kirche ist, da sie zum Kloster gehört, üblicherweise nicht öffentlich zugänglich.